# Музей дельтапланеризму (Феодосія)
Музей дельтапланеризму у Феодосії розповідає про становлення вітчизняного дельтапланеризму та експонує оригінальні моделі.

## Історія
Феодосійський музей дельтапланеризму — єдиний музей такого роду у країнах СНД. Музей прийняв перших відвідувачів 12 травня 1990 року. Місце його розташування обрано не випадково, оскільки Феодосія — колиска вітчизняної авіації, місто з давніми традиціями повітряного спорту. У цьому музеї нема табличок «Експонати руками не чіпати». Зате на загальний огляд представлені справжні дельтаплани та їхні моделі.
Директор музею дельтапланеризму з 1990 по 2003 роки — Євген Васильович Бєлоусов. З 2003 року — Олександр Романович Олещук.

## Експозиція
Колекція музею має діючі експонати та макетів. У двох залах музею розташовані літальні апарати різних періодів розвитку повітроплавання та моделі літаків. До складу експозиції також входять льотні навчальні тренажери для підготовки пілотів. Зібрано та представлено цікаву колекцію документів та фотокарток, які розповідають про розвиток планерного спорту та дельтапланеризму.
Музей працює: щоденно з 10.00 до 17.00, окрім неділі, у суботу з 10.00 до 14.00. Перерва: з 13.00 до 14.00.
Вартість без екскурсійного обслуговування: 10 гривень — дорослим; 5 гривень — студентам інженерно-технічних навчальних закладів, пов'язаних з авіацією, а також дітям до 16 років; діти до 5 років безкоштовно.